# Rovnoměrně zrychlený pohyb
Rovnoměrně zrychlený pohyb je takový zrychlený pohyb, při kterém se nemění velikost zrychlení, avšak směr vektoru zrychlení se měnit může. 
Při rovnoměrně zrychleném pohybu se těleso (hmotný bod- u tělesa je zanedbán objem a rozměry) pohybuje po obecné křivce. 
Speciálním případem rovnoměrně zrychleného pohybu je rovnoměrně zrychlený přímočarý pohyb, při kterém se nemění nejen velikost zrychlení, ale ani směr vektoru zrychlení, takže pohyb probíhá po přímce.

## Příklad
Příkladem rovnoměrně zrychleného pohybu je volný pád či šikmý vrh (v ideálním případě, tj. bez působení odporu prostředí).

## Výpočty

###### Dráha rovnoměrně zrychleného pohybu
Pro výpočet dráhy rovnoměrně zrychleného pohybu používáme následující vzorec:
{\displaystyle s=v_{0}t+{\frac {1}{2}}at^{2}}
Kde {\displaystyle v_{0}} je počáteční rychlost, {\displaystyle a} zrychlení a {\displaystyle t} čas. V případě, že se těleso začne pohybovat z nulové rychlosti, tak {\displaystyle v_{0}t} vynecháváme.
Při výpočtu dráhy volného pádu nahrazujeme neznámou {\displaystyle a} písmenem {\displaystyle g}, které představuje gravitační zrychlení.
Výpočet dráhy tělesa při volném pádu tedy vypadá takto:
{\displaystyle s={\frac {1}{2}}gt^{2}}

###### Rychlost rovnoměrně zrychleného pohybu
Pro výpočet rychlosti rovnoměrně zrychleného pohybu používáme následující vzorec:
{\displaystyle v=v_{0}+at}
Stejně jako u dráhy, v případě, že se těleso začne pohybovat z nulové rychlosti, tak neznámou {\displaystyle v_{0}} vynecháváme.
Při výpočtu rychlosti volného pádu nahrazujeme neznámou {\displaystyle a} písmenem {\displaystyle g}, které představuje gravitační zrychlení.
Výpočet rychlosti tělesa při volném pádu tedy vypadá takto:
{\displaystyle v=gt}